# Семья Бирла

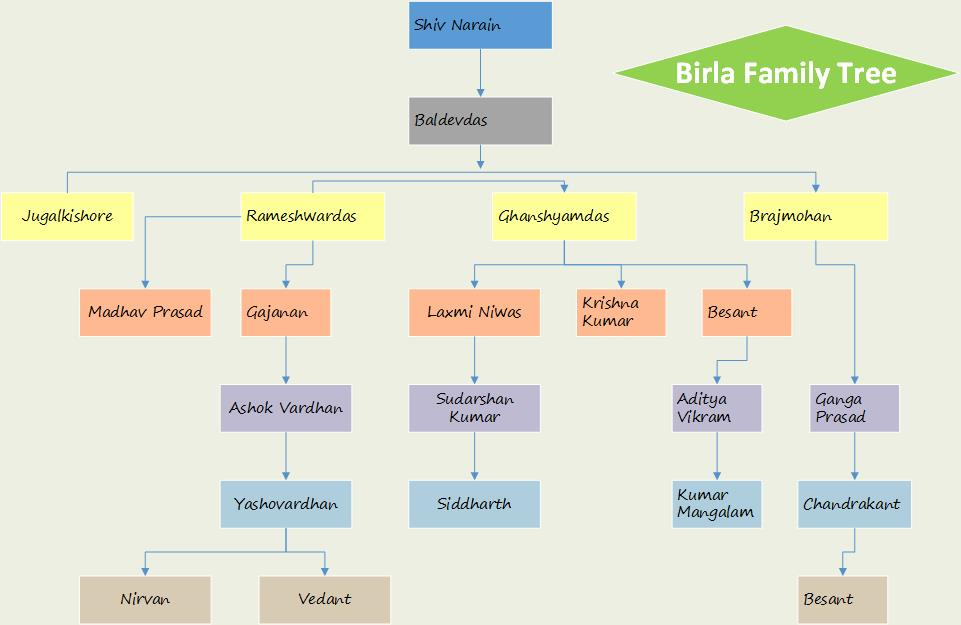
Семейное дерево Бирла

Семья Бирла (хинди बिड़ला) — одна из основных индийских семей наследственных промышленников и предпринимателей ведущая своё происхождение из касты марвари и известная своей ролью в поддержке Махатмы Ганди. Основатель рода Шив Нарайан Бирла, мелкий торговец хлопком, выходец из города Пилани раджастханского округа Джхунджхуну, появился в Бомбее в 1857 году. Внуки Шив Нарайана многократно расширяли семейный бизнес и заложили основы сразу нескольких промышленных империй.

## Бизнес группы семьи Бирла
- Aditya Birla Group
- BK Birla Group
- CK Birla Group
- KK Birla Group
- MP Birla Group
- SK Birla Group
- Yash Birla Group